# Enafors (stacja kolejowa)
Enafors (szwedzki: Enafors station) – stacja kolejowa w Enafors, w regionie Jämtland, w Szwecji. Znajduje się na Mittbanan, łączącej Sundsvall z Trondheim. Stanowi ona punkt wyjścia dla miejscowości Enafors położonej około 45 mil na zachód od Åre i 15 mil na wschód od Storlien (granica norweska). Nieco ponad jedną mil na zachód od stacji kolejowej w Enafors znajduje się najwyższy punkt szwedzkiej sieci kolejowej na wysokości 600,77 metrów.

## Linie kolejowe
- Mittbanan